# Castell d'Ooidonk
El Castell d'Ooidonk es un castell de Bèlgica situat al poble de Sint-Maria-Leerne (Deinze). Té els seus orígens en una masia fortificada amb arrels al període fràncic (segle VIII a IX) eixamplat al segle xii per protegir el transit al riu Leie. Es va transformar en burg al segle xiv, integrat en un anell de burgs defensius a l'entorn de la ciutat de Gant. Destrossat el 1579, va ser reconstruït com palau residencial en estil renaixentista a finals del segle xvi.
El nom prové d'Odonck o Hoedonck i significa «pujol arrenós al mig d'aiguamolls».

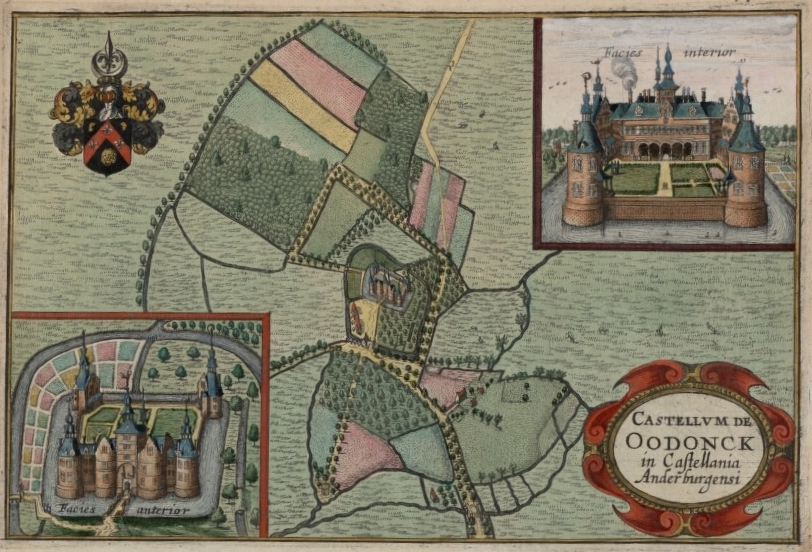
El castell el 1641 a la Flandria Illustrata d'Antoon Sanders

Des de l'inici del segle xv fins al 1595 pertanyia a la nissaga dels Montmorency. Filip van Montmorency-Nivelle, una de les més conegudes víctimes de la repressió sanguinària del duc d'Alba (1524-1568) probablement hi va néixer. Va ser incendiat una primera vegada el 1491 per les tropes de Maximilià d'Àustria. Durant la Guerra dels Vuitanta Anys va ser destrossat una segona vegada pels rebels calvinistes de Gant el 1579. El 1595, Martí de la Faille, un benestant banquer anversès va comprar les ruïnes als hereus de Filip van Montmorency i va construir un palau residencial –sense cap funció de defensa– en estil del renaixement.
Des del 1870 els germans i arquitectes Henri (1819-1895) & Clément Parent (1823-1884) van conduir una nova restauració. L'exterior es va conservar amb uns afegits decoratius per donar-li més un aspecte de castell del Loira, l'interior va ser remodelat per adaptar-lo al gust del dia i les normes de confort. El 1963 l'arquitecte G. Fontaine 1963 va conduir una nova restauració i es va descobrir un túnel entre les torres septentrional i occidental, probablement del burg anterior. El 1972 es va restaurar la «Porta Blava» i la porteria.

## Visites
- Castell: el diumenge i festius de l'1 d'abril al 15 de setembre
- Jardí: dimarts a diumenge tot l'any